# Tarmo Manni
Tarmo Manni (30 de julio de 1921 – 24 de septiembre de 1999) fue un actor teatral, cinematográfico y televisivo finlandés. 

## Biografía

### Inicios
Nacido en Saarijärvi, Finlandia, sus padres eran Jussi Manni y Emma Honkonen, y era el quinto de un total de once hermanos. Siendo niño hubo de trabajar como pastor, y a los 13 años empezó a trabajar en una granja. Sin embargo, al mismo tiempo pudo participar en actividades escénicas que tenían lugar en un club juvenil de Lannevesi, recibiendo apoyo para ello del dueño de la granja y de otras personas. El profesor de oratoria Terttu Pajunen-Kivikäs le vio actuar en el club juvenil y le animó a ingresar en 1943 en la recién creada Academia de Teatro de la Universidad de las Artes de Helsinki. Allí coincidió con Ekke Hämäläinen, Matti Tapio, Ritva Arvelo, Pia Hattara y Marja Korhonen. Manni, a diferencia de otros alumnos, no había asistido a la escuela primaria, por lo que debía superar lagunas en su educación. 
Manni, interesado en la teosofía, era objetor de conciencia y comunista, aunque nunca formó parte de ningún partido político. Al estallar la Guerra de continuación, Manni se negó a tomar las armas, por lo cual acabó en la cárcel y, más tarde, en un centro psiquiátrico. Finalmente, Manni fue considerado no apto para el ejército por enfermedad mental.

### Carrera teatral
Manni completó el primer curso en la Academia de Teatro en la primavera de 1945, iniciando después sus actuaciones en el Helsingin Kansanteatteri, en Helsinki, donde trabajó tres años. Su papel más importante en la época fue el principal en la obra de Sirkka Selja Eurooppalainen. Durante la representación de la obra enfermó con neumonía, una enfermedad mortal en aquellos años, pero un tratamiento con penicilina importada desde Estocolmo le salvó la vida.
En 1948, el director del Teatro Nacional de Finlandia, Eino Kalima, propuso a Manni ingresar en dicho teatro, comenzando así una carrera de más de cuatro décadas en el mismo. Sus primeras obras fueron la comedia de Gerard Savory Salaperäiset vieraat, y la pieza de Antón Chéjov Las tres hermanas.
En la primavera de 1949 Manni tuvo un papel central en la obra de Max Frisch dirigida por Mauno Manninen Kiinan muuri. Al mismo tiempo, Manni participó en la fundación del teatro de Manninen, el Intimiteatteri. Manni consideró seriamente pasar a trabajar a dicho teatro en 1952, pues su relación con el nuevo director del Teatro Nacional, Arvi Kivimaa, no era buena. Kivimaa no aceptaba las opiniones políticas de Manni, pero al final el actor decidió continuar en el Teatro Nacional, y en 1954 asistió al estreno del teatro anexo con la representación, bajo dirección de Sakari Puurunen, de la obra de Tennessee Williams El zoo de cristal, que fue un éxito de público. Durante los años bajo la dirección de Kivimaa, a Manni se le destinó a trabajar principalmente en obras menores, lo cual llevó al actor a hacer burla de la figura de Kivimaa.
Con los años, Manni engordó, algo que intentaba disimular con ropaje apretado que envaraba sus movimientos, algo que fue evidente en su papel de Konstantín Tréplev en la obra de Chéjov La gaviota, cuando únicamente tenía 40 años de edad. Manni celebró sus 25 años como actor representando Leikin loppu. Su último estreno, en septiembre de 1980, fue Mielipuolen päiväkirja. La pieza tuvo 346 funciones, y era físicamente exigente, obligando a Manni a perder varios kilos de peso para su actuación.

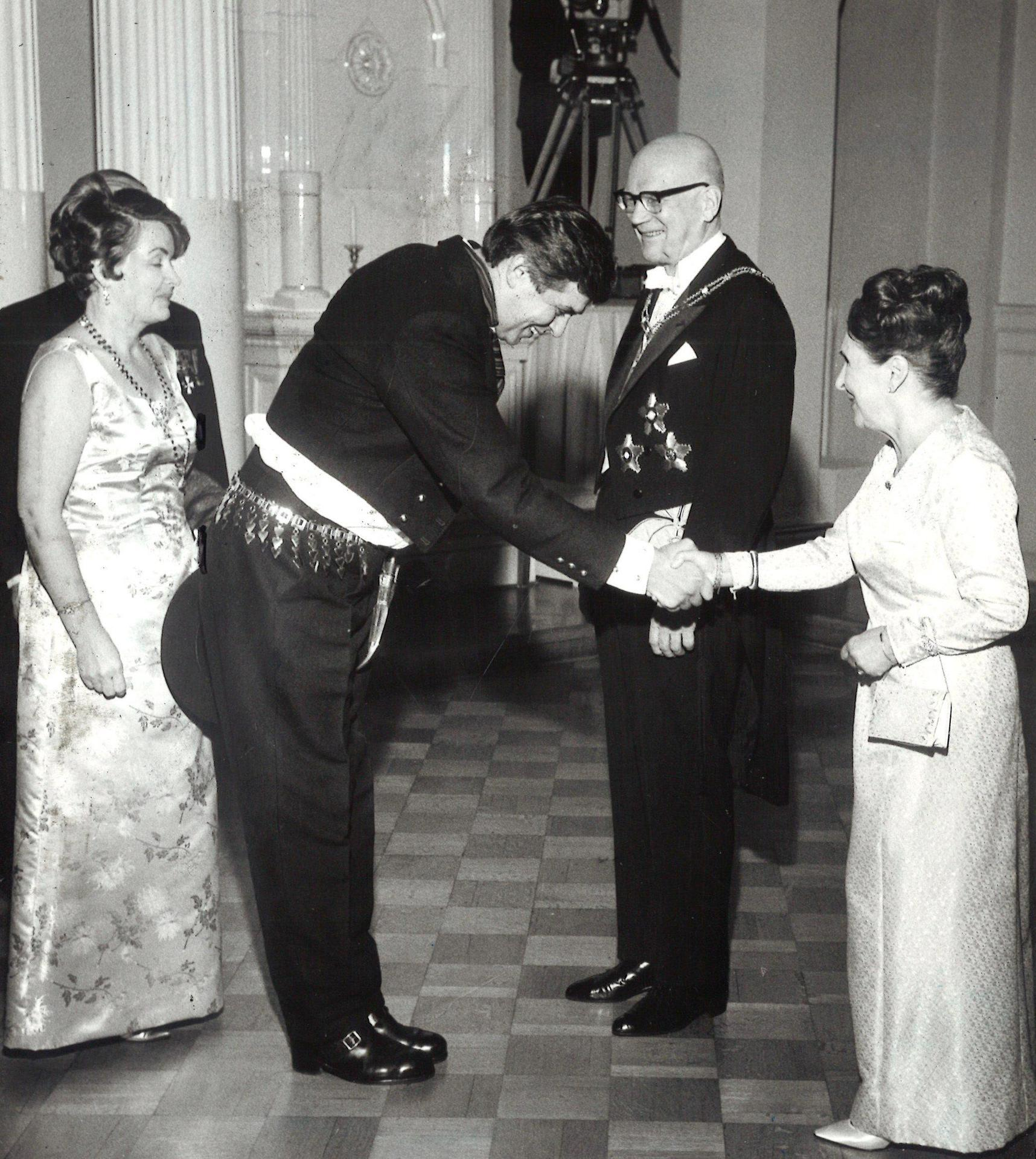
Manni en el Palacio Presidencial en el Día de la Independencia de 1965

En espectáculo de despedida de Manni en 1989 fue dirigido por su amigo Jukka Kajava. Su contenido, que era secreto y por ello no pudo ensayar, contenía una audición de la Sinfonía n.º 1 de Gustav Mahler.

### Carrera cinematográfica
Tarmo Manni actuó en unas cuarenta películas entre 1944 y 1987. Su primer papel llegó en 1944 con la comedia de Valentin Vaala Dynamiittityttö. A finales de la década hizo varios papeles de reparto en producciones como Sinut minä tahdon y Katupeilin takana (ambas de 1949). En la película de Matti Kassila Professori Masa (1950), Manni interpretó al agitador comunista Eemel. Otros personajes de reparto de interés en esos años fueron el maestro de filosofía en la película de Vaala Omena putoaa... (1952), y el herrero Kipala en la cinta de Kassila Hilmanpäivät (1954).
Manni se convirtió en una estrella cinematográfica en 1951, siendo el protagonista masculino de la película dirigida por Vaala Gabriel, tule takaisin, que tenía un guion escrito por Mika Waltari.
El director Edvin Laine le dio el papel de Honkajoki en la película de 1955 Tuntematon sotilas. Aunque su papel fue corto y se redujo bastante tras el montaje de la cinta, su actuación fue todo un éxito desde el punto de vista artístico.
Entre sus mejores películas figura también la cinta de 1987 dirigida por Matti Kassila Jäähyväiset presidentille, siendo su actuación del agrado de la crítica, especialmente de la periodista del Helsingin Sanomien Helena Ylänen.
Manni, que también fue actor televisivo, recibió por su trayectoria artística la Medalla Pro Finlandia en 1973, así como el título de Profesor concedido en 1982 por el presidente de la República. 

### Vida privada
En su amplio círculo de amistades figuraban la actriz Kyllikki Forssell, Brita Kekkonen y Armi Ratia, fundadora de la empresa Marimekko. Sus amigos le advertían de su consumo excesivo de alcohol, que él consideraba que no le afectaría en demasía. 
Tarmo Manni pasó su último verano en el Hospital de Koskela, en Helsinki. Cuando su estado de salud empeoró fue trasladado al Hospital Laakso, falleciendo en el año 1999, a causa de un accidente cerebrovascular a los 78 años de edad. Fue enterrado en el Cementerio de Hietaniemi.

## Filmografía (selección)
- 1944 : Dynamiittityttö
- 1946 : Kirkastuva sävel
- 1946 : ”Minä elän”
- 1947 : Pikku-Matti maailmalla
- 1948 : Laulava sydän
- 1948 : Ihmiset suviyössä
- 1948 : Laitakaupungin laulu
- 1949 : Prinsessa Ruusunen
- 1949 : Katupeilin takana
- 1949 : Sinut minä tahdon
- 1950 : Professori Masa
- 1951 : Gabriel, tule takaisin
- 1952 : Kulkurin tyttö
- 1952 : Omena putoaa...
- 1953 : Maailman kaunein tyttö
- 1953 : Huhtikuu tulee
- 1954 : Hilmanpäivät
- 1954 : Herrojen Eeva
- 1954 : Kovanaama
- 1954 : Kun on tunteet
- 1954 : Minäkö isä!
- 1955 : Tuntematon sotilas
- 1955 : Kihlaus
- 1957 : Risti ja liekki
- 1957 : Vääpeli Mynkhausen
- 1957 : Herra sotaministeri
- 1958 : Pekka ja Pätkä miljonääreinä
- 1958 : Autuas eversti
- 1958 : Verta käsissämme
- 1958 : Mies tältä tähdeltä
- 1958 : Sven Tuuva
- 1958 : Paksunahka
- 1959 : Punainen viiva
- 1959 : Kovaa peliä Pohjolassa
- 1959 : Lasisydän
- 1959 : Suuri sävelparaati
- 1959 : Hääyö
- 1960 : Justus järjestää kaiken
- 1961 : Kultainen vasikka
- 1962 : Taape tähtenä
- 1962 : Pikku Suorasuu
- 1968 : Vain neljä kertaa
- 1985 : Da Capo
- 1987 : Jäähyväiset presidentille